# Jedan dan života
Jedan dan života zajednički je singl Lepe Brene i Miroslava Ilića. Izdao ga je PGP RTB 27. svibnja 1985. godine.
To je jedini zajednički singl Lepe Brene i Miroslava Ilića.

## Pozadina
Raka Đokić, tadašnji menadžer Lepe Brene, postao je i menadžer Miroslavu Iliću. Zahvaljujući njemu, ovaj singl je nastao. 
U singlu, našla se pjesma »Živela Jugoslavija«, koju je Brena godinama ranije pjevala sa Slatkim Grehom, no do tada ju nikada nisu službeno izdali.
Album je prodan u nakladi od 800 000 primjeraka.

## Popis pjesama
| Br. | Skladba                 | Trajanje |
| --- | ----------------------- | -------- |
| 1.  | »Jedan dan života«      | 3:30     |
| 2.  | »Oj, Moravo, tija reko« | 2:56     |
| 3.  | »Pozdravi je, pozdravi« | 3:29     |
| 4.  | »Pričali su, pričali«   | 3:06     |
| 5.  | »Volimo se iz inata«    | 2:52     |
| 6.  | »Živela Jugoslavija«    | 3:11     |

## Izdanja
| Regija          | Datum             | Format(i)   | Izdavač | Ref.        |
| --------------- | ----------------- | ----------- | ------- | ----------- |
| SFR Jugoslavija | 27. svibnja 1985. | LP, kaseta. | PGP RTB | [ 3 ] [ 4 ] |